# Rōdō sanka
Rōdō sanka (労働讃歌? lett. "Inno al lavoro") è il sesto singolo major (l'ottavo in assoluto) del gruppo musicale di idol giapponesi Momoiro Clover Z, pubblicato il 23 novembre 2011 dall'etichetta Starchild, filiale della King Records Japan. Ha debuttato alla posizione numero 7 della classifica settimanale della Oricon.

## Il disco
Il singolo è stato pubblicato il 23 novembre 2011 in tre versioni differenti: un'edizione standard e due edizioni limitate. Le due edizioni limitate consistevano di CD e DVD contenente un video musicale, ma solo due brani a differenza dei tre dell'edizione standard.

### Concetto e composizione
La title track del singolo è una lode alla nobiltà del lavoro. L'autore del testo è Kenji Ōtsuki, mentre musica e arrangiamenti sono di Ian Parton della band britannica The Go! Team.
Nella copertina e nel video musicale del brano le componenti del gruppo appaiono nelle vesti di salaryman, indossando degli abiti da lavoro detti shō enesūtsu (省エネスーツ?), caratterizzati da camicie a collo aperto e a maniche corte. Questi furono introdotti dal governo giapponese negli anni settanta, all'indomani dello scoppio della crisi petrolifera, come misura di risparmio energetico e come parte di una campagna atta a sensibilizzare i lavoratori a un uso ragionevole dell'aria condizionata.
Il lato B Santa-san (サンタさん?) è un brano natalizio scritto e composto da Ken'ichi Maeyamada, già autore in precedenza delle canzoni Ikuze! Kaitō shōjo, Coco natsu e Z densetsu: Owarinaki kakumei.
L'edizione standard contiene un terzo brano intitolato Bionic Cherry, utilizzato come tema musicale del film Salvage Mice.

### Promozione
La campagna promozionale del singolo consisteva in un concorso di disegno per il quale i fan furono invitati a spedire le proprie creazioni aventi per tema ciascuna delle 47 prefetture giapponesi. La title track Rōdō sanka fu eseguita per la prima volta dal vivo il 3 novembre 2011 in occasione di un concerto tenutosi al From Chūbū di Tachikawa, nella parte occidentale di Tokyo.

## Successo commerciale
Il singolo debuttò alla posizione numero 7 della classifica settimanale della Oricon, con l'edizione limitata B che risultò essere la più venduta nella prima settimana. Nel 2012 i fan del gruppo votarono Sant-san quale miglior videoclip all'evento "Momoiro Clover Z Request Countdown", trasmesso da Space Shower TV il 31 agosto di quell'anno.

## Tracce
Edizione standard
1. Rōdō sanka (労働讃歌) – 4:40 (testo: Kenji Ōtsuki – musica: Ian Parton)
2. Santa-san (サンタさん) – 4:49 (Ken'ichi Maeyamada)
3. Bionic Cherry (BIONIC CHERRY) – 4:08 (testo: Natsumi Tadano – musica: Akirastar)
4. Rōdō sanka (Off vocal version) – 4:40
5. Santa-san (Off vocal version) – 4:49
6. Bionic Cherry (Off vocal version) – 4:08

Edizione limitata A
1. Rōdō sanka (労働讃歌) – 4:40 (testo: Kenji Ōtsuki – musica: Ian Parton)
2. Santa-san (サンタさん) – 4:49 (Ken'ichi Maeyamada)
3. Rōdō sanka (Off vocal version) – 4:40
4. Santa-san (Off vocal version) – 4:49

1. Rōdō sanka (Video musicale)

Edizione limitata B
1. Rōdō sanka (労働讃歌) – 4:40 (testo: Kenji Ōtsuki – musica: Ian Parton)
2. Santa-san (サンタさん) – 4:49 (Ken'ichi Maeyamada)
3. Rōdō sanka (Off vocal version) – 4:40
4. Santa-san (Off vocal version) – 4:49

1. Santa-san (Video musicale)

## Classifiche
| Classifica (2011)             | Posizione più alta |
| ----------------------------- | ------------------ |
| Giappone (Oricon settimanale) | 7                  |
| Giappone (Billboard Hot 100)  | 13                 |